# 紐差教会

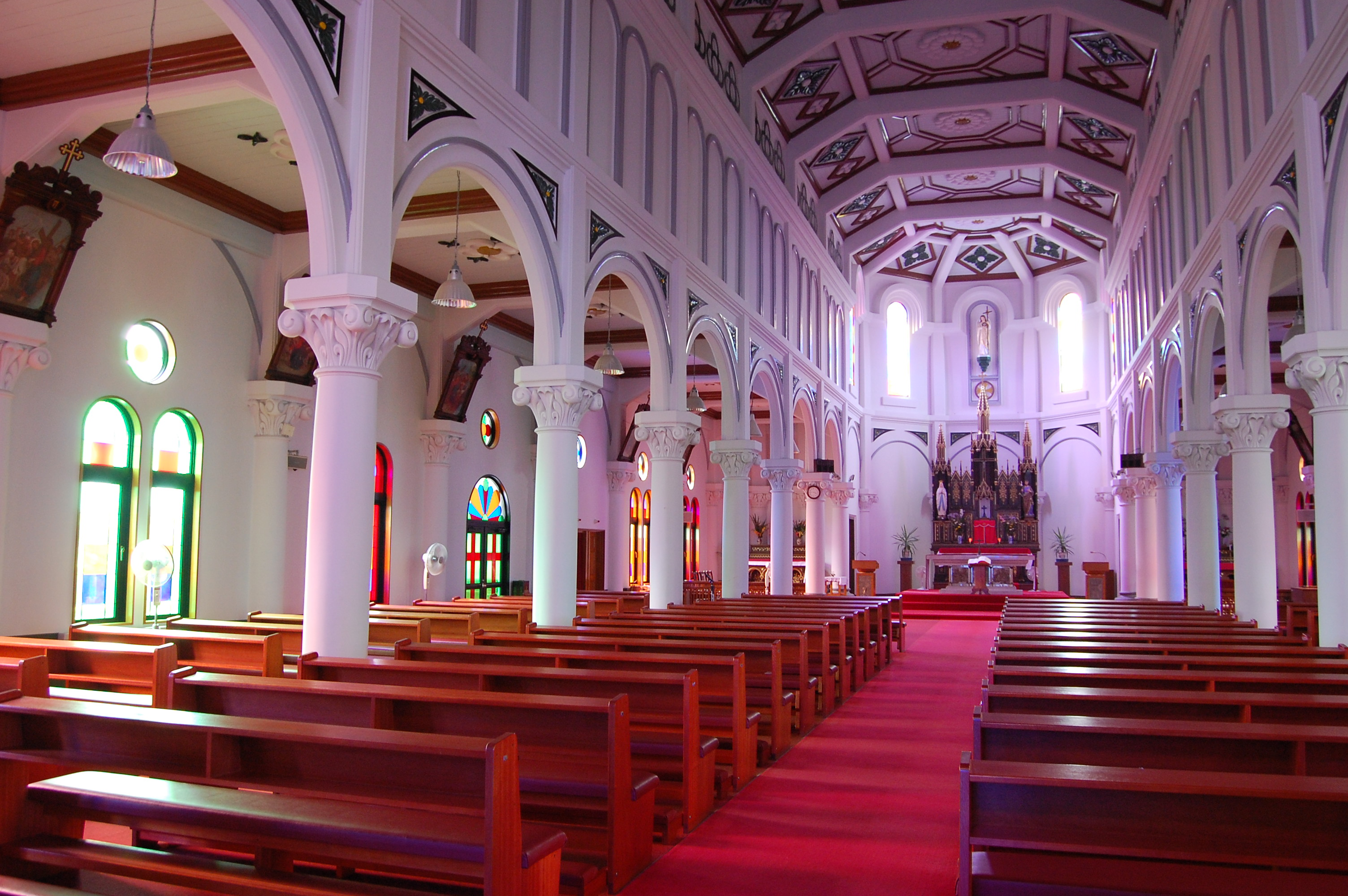
教会堂内部

紐差教会（ひもさしきょうかい）は、長崎県平戸市にあるカトリック教会である。長崎県長崎市の旧浦上天主堂が原爆で倒壊して新たに建てられるまでの間、日本で最も大きい教会堂であったとされる。
平戸島のほぼ中央に位置し、島の中南部を管轄する教会で所属信徒は多い。

## 教会の保護者
十字架称賛

## 沿革
紐差地区の信者は潜伏キリシタンではなく、仏教徒で明治初期に洗礼を受けたという人々が多い。明治11年（1878年）に紐差教会の前身として、隣接する田崎に仮聖堂ができ、明治13年（1880年）に紐差小教区が設立されると、教会を紐差に移した。明治18年（1885年）に当時着任していたマタラ神父が設計し、平戸の信者の協力やフランスの信者の寄付などにより初代の聖堂が建設される。
現在の天主堂はマタラ神父が計画し、鉄川与助の設計施工により昭和2年（1927年）に起工し、昭和4年（1929年）に竣工、同年12月3日に献堂式が行われた。

## 建物の概要
- 鉄筋コンクリート造り、2階建て
- 設計・施工：鉄川与助

## 所在地
〒859-5361 長崎県平戸市紐差町1039。

## アクセス
- 平戸大橋から車で約30分
- 西肥バス「紐差」バス停より徒歩1分。

## 周辺情報
- 国道383号
- 紐差郵便局
- 平戸市立紐差小学校
- 平戸市立中部中学校